# Oxalis amblyosepala
Oxalis amblyosepala är en harsyreväxtart som beskrevs av Schlechter. Oxalis amblyosepala ingår i släktet oxalisar, och familjen harsyreväxter. Inga underarter finns listade i Catalogue of Life.